# Epeorus nipponicus
Epeorus nipponicus is een haft uit de familie Heptageniidae. De wetenschappelijke naam van de soort is voor het eerst geldig gepubliceerd in 1931 door Uéno.